# Simon Gollnack
Simon Gollnack (* 29. Januar 2002 in Weißwasser/Oberlausitz) ist ein deutsch-belarussischer Fußballspieler. Der Mittelfeldspieler und Stürmer steht seit 2023 im Kader des FSV 63 Luckenwalde.

## Karriere
Gollnack begann mit dem Fußballspielen beim SV Rot-Weiß Bad Muskau und wechselte später zum NFV Gelb-Weiß Görlitz, wo er bis 2014 für verschiedene Nachwuchsmannschaften spielte, ehe er in die Nachwuchsakademie von Dynamo Dresden wechselte. Dort durchlief er die Nachwuchsmannschaften bis zur U-19, für die er in der A-Junioren-Bundesliga spielte. Für die U-17-Mannschaft des Vereins erzielte er in der B-Junioren-Bundesliga vier Tore in 16 Spielen, in der A-Junioren-Bundesliga für die U-19-Mannschaft bei 23 Einsätzen insgesamt 14 Tore. Im DFB-Pokal der Junioren erzielte er fünf Treffer bei seinen drei Einsätzen.
In der Saison 2019/20 stand er am 18. Spieltag, der am 20. Dezember 2019 ausgetragen wurde, gegen den 1. FC Nürnberg zum ersten Mal ohne Einsatz im Kader der Zweitligamannschaft des Vereins. Im Februar 2020 unterzeichnete er einen bis 2022 gültigen Lizenzspielervertrag. Danach stand er am 27. und 34. Spieltag erneut im Kader der Profimannschaft, kam jedoch auch hier nicht zum Einsatz. Nach dem Abstieg von Dynamo Dresden in die 3. Fußball-Liga stand Gollnack erstmals am 4. Spieltag der Saison 2020/21 im Heimspiel gegen den 1. FC Magdeburg im Spieltagskader, auch hier ohne Einsatz. Da er sich in der Hinrunde der Saison nicht im Drittligakader durchsetzen konnte, wurde er Anfang Februar 2021 für die Rückrunde an den tschechischen Zweitligisten FK Ústí nad Labem. Dort kam er unter Trainer David Jarolím zu 12 Einsätzen, bei denen er ein Tor erzielte und die Saison mit dem Verein auf dem fünften Platz beendete. Zur Saison 2021/22 kehrte er zunächst zu Dynamo Dresden zurück, wo er erneut Teil des Zweitligakaders werden sollte.
Mitte August 2021 absolvierte er ein Probetraining bei der Zweiten Mannschaft der TSG 1899 Hoffenheim, für deren Kader er Anfang September verpflichtet wurde. Nachdem er aufgrund von Trainingsrückstand zunächst drei Spieltage verpasst hatte, stand er am 8. Spieltag gegen FC Rot-Weiß Koblenz zum ersten Mal im Kader der Hoffenheimer. Zu seinem ersten Einsatz kam Gollnack jedoch erst am 17. Spieltag, als er bei der 2:5-Niederlage gegen den VfR Aalen in der 56. Minute für Gautier Ott eingewechselt wurde. Insgesamt absolvierte er für die Hoffenheimer 17 Einsätze in der Regionalliga Südwest, bei denen er zwei Tore erzielte. Zur Saison 2022/23 wechselte Gollnack zur Zweiten Mannschaft des 1. FC Magdeburg in die Verbandsliga Sachsen-Anhalt, für die er in der Hinrunde 15 Einsätze absolvierte und 8 Tore erzielte. Ende Januar 2023 folgte ein Wechsel zum FSV 63 Luckenwalde in die Regionalliga Nordost.